# Грейам (Северная Каролина)
Грейам (англ. Graham) — город, расположенный в округе Аламанс (штат Северная Каролина, США) с населением в 14 133 человек по статистическим данным переписи 2010 года.

## География
По данным Бюро переписи населения США город Грейам имеет общую площадь в 21 квадратный километр, водных ресурсов в черте населённого пункта не имеется.
Город Грейам расположен на высоте 199 метров над уровнем моря.

## Демография
По данным переписи населения 2000 года в Грейаме проживало 12 833 человека, 3385 семей, насчитывалось 5241 домашнее хозяйство и 5685 жилых домов. Средняя плотность населения составляла около 1579,3 человек на один квадратный километр. Расовый состав Грейама по данным переписи распределился следующим образом: 72,88 % белых, 21,64 % — чёрных или афроамериканцев, 0,73 % — азиатов, 0,44 % — коренных американцев, 0,0 % — выходцев с тихоокеанских островов, 3,19 % — других народностей, 1,12 % — представителей смешанных рас. Испаноговорящие составили 10,14 % от всех жителей города.
Из 5241 домашних хозяйств в 29,9 % — воспитывали детей в возрасте до 18 лет, 44,0 % представляли собой совместно проживающие супружеские пары, в 16,2 % семей женщины проживали без мужей, 35,4 % не имели семей. 30,1 % от общего числа семей на момент переписи жили самостоятельно, при этом 11,8 % составили одинокие пожилые люди в возрасте 65 лет и старше. Средний размер домашнего хозяйства составил 2,37 человека, а средний размер семьи — 2,91 человека.
Население города по возрастному диапазону по данным переписи 2000 года распределилось следующим образом: 24,0 % — жители младше 18 лет, 9,9 % — между 18 и 24 годами, 31,8 % — от 25 до 44 лет, 20,1 % — от 45 до 64 лет и 14,1 % — в возрасте 65 лет и старше. Средний возраст жителей составил 34 года. На каждые 100 женщин в Грейаме приходилось 90,1 мужчин, при этом на каждые сто женщин 18 лет и старше приходилось 86,4 мужчин также старше 18 лет.
Средний доход на одно домашнее хозяйство в городе составил 35 706 долларов США, а средний доход на одну семью — 40 769 долларов. При этом мужчины имели средний доход в 27 844 долларов США в год против 22 163 долларов среднегодового дохода у женщин. Доход на душу населения в городе составил 17 865 долларов в год. 11,9 % от всего числа семей в округе и 14,9 % от всей численности населения находилось на момент переписи населения за чертой бедности, при этом 19,8 % из них были моложе 18 лет и 14,9 % — в возрасте 65 лет и старше.